# Clavus androyensis
Clavus androyensis é uma espécie de gastrópode do gênero Clavus, pertencente a família Drilliidae.